# 社会保障機構 (フィリピン)
社会保障制度（SSS、フィリピン語：Paseguruhan ng Kapanatagang Panlipunan）は、フィリピンの国営の社会保険制度で、民間、専門職、インフォーマル部門の労働者を対象としている。
SSSは、1954年の社会保障法として知られる共和国法第1161号により設立され、後に1997年の共和国法第8282号によって改正された。一方、公務員は、公務員保険機構(GSIS)による別の国家年金基金の下でカバーされている。